# Province de Tinghir
La province de Tinghir est une subdivision à dominante rurale de la région marocaine de Drâa-Tafilalet. Elle tire son nom de son chef-lieu, Tinghir.

## Géographie

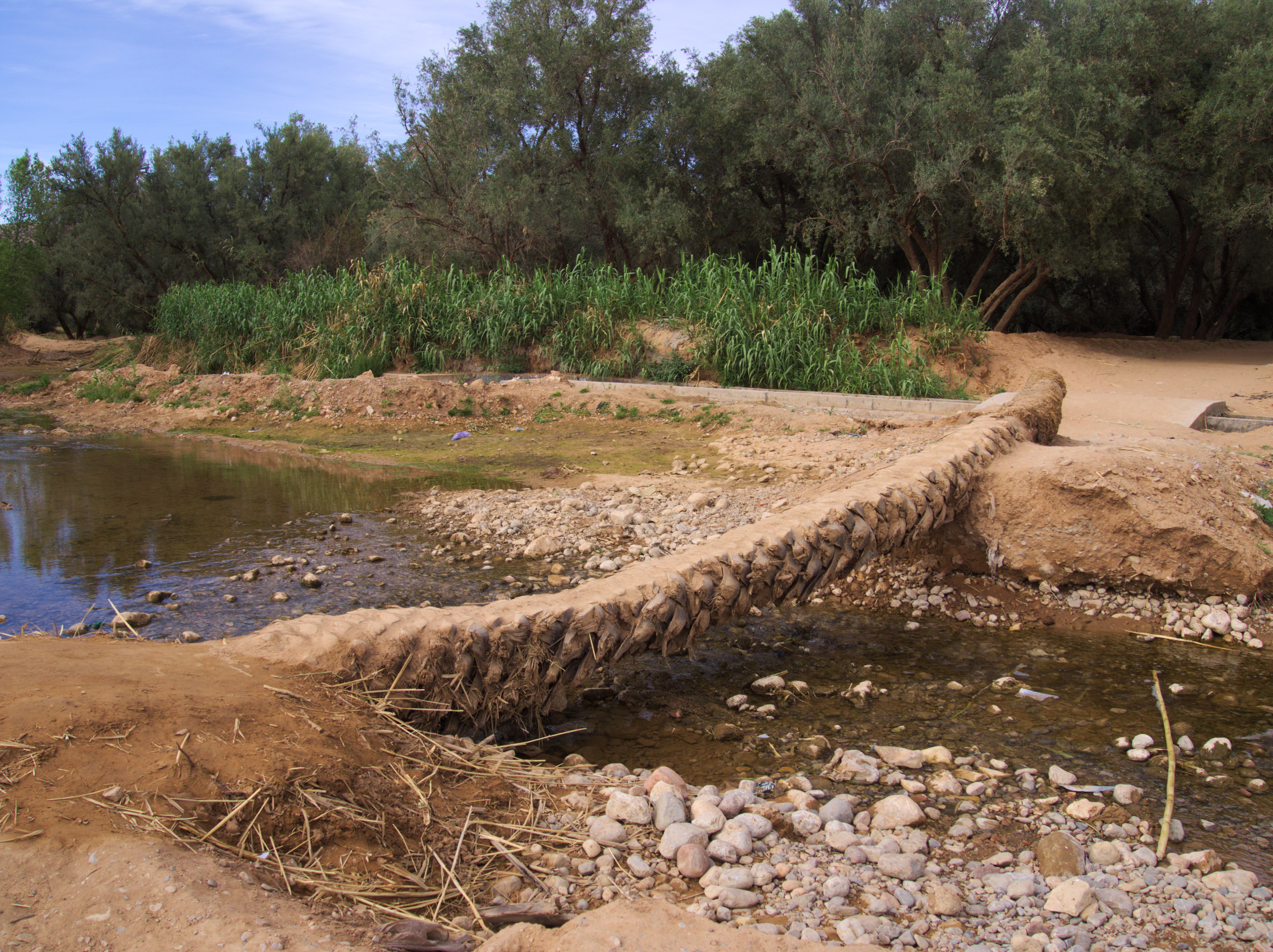
Tronc de palmier en guise de pont sur la Todgha.

La province de Tinghir est d'une superficie de 13 007 km2,.
| province d'Azilal (Béni Mellal-Khénifra) |                                     | province de Midelt (Drâa-Tafilalet)    |
| province de Ouarzazate (Drâa-Tafilalet)  | province de Tinghir                 | province d'Errachidia (Drâa-Tafilalet) |
|                                          | province de Zagora (Drâa-Tafilalet) |                                        |

## Histoire
La province de Tinghir a été créée en 2009 – décret no 2-09-319 du 11 juin – par démembrement des provinces de Ouarzazate (région de Souss-Massa-Drâa) et d'Errachidia (région de Meknès-Tafilalet). Ses municipalités, les communes rurales du cercle de Boulmane-Dadès, ainsi que les communes rurales des caïdats de Toudgha et de Taghzoute (cercle de Tinghir), faisaient partie de la province de Ouarzazate, tandis que les communes rurales du caïdat d'Alnif (cercle de Tinghir) et du cercle d'Assoul faisaient partie de la province d'Errachidia (voir le découpage administratif pour le détail des communes).

## Administration et politique

### Communes
Selon le découpage administratif de juin 2009, tel qu'il a évolué en octobre 2010, la province de Tinghir est composée de 25 communes (collectivités territoriales), dont 3 communes urbaines ou municipalités : Tinghir, son chef-lieu, Boumalne-Dadès et Kalaat M'gouna.
Les 22 communes rurales restantes sont rattachées à 10 caïdats, eux-mêmes rattachés à 3 cercles (les caïdats et cercles étant des subdivisions déconcentrées) :
- cercle de Boulmane-Dadès :
  - caïdat d'Aït Sedrate Jbel : Aït Sedrate Jbel Soufla, Aït Sedrate Jbel Oulia et Aït Youl,
  - caïdat de Souk Lakhmis : Aït Sedrate Sahl Charkia, Aït Sedrate Sahl el Gharbia, Aït Ouassif et Souk Lakhmis Dadès,
  - caïdat d'Ahl Mgoun : Ighil n'Oumgoun,
  - caïdat d'Ikniouen : Ikniouen,
  - caïdat de M'semrir : M'semrir et Tilmi ;
- cercle de Tinghir :
  - caïdat de Toudgha : Imider, Ouaklim et Toudgha el Oulia,
  - caïdat de Taghzoute : Taghzoute N'aït Atta, Aït el Farsi et Toudgha Essoufla,

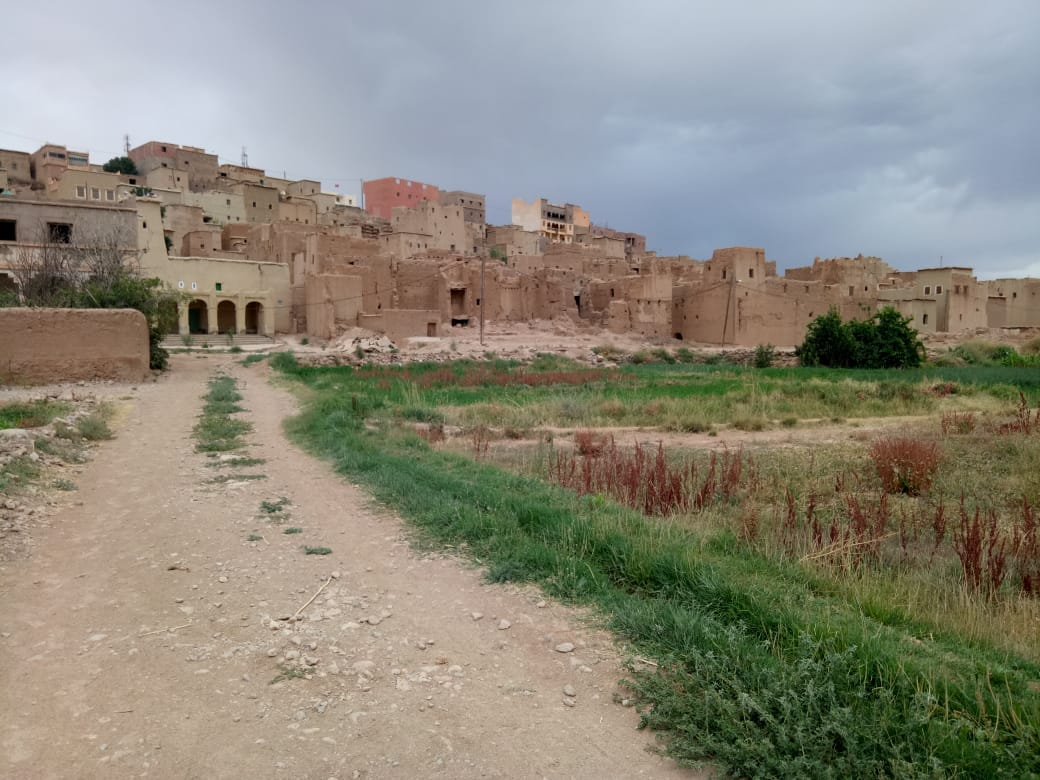
Assoul.

- cercle d'Alnif :
  - caidat d'Alnif : M'ssici et Alnif
  - caidat de H'ssyia,  ;
- cercle d'Assoul :
  - caïdat d'Aït Hani : Aït Hani,
  - caïdat d'Assoul : Assoul.

## Culture et patrimoine
Les habitants sont berbérophones (tribus des Aït Seddrat du Dadès, des Aït Atta, des Aït Morghad, des Aït Haddidou et des Aït Tdoghte[réf. souhaitée]).